# Maria Joana
Maria Joana Felipe Chiappetta de Azevedo (Rio de Janeiro, 27 de julho de 1986) é uma atriz brasileira.

## Carreira
Maria Joana cursou a Oficina de Atores da TV Globo e sua primeira oportunidade na televisão veio na novela “Araguaia”, em 2010. Foi o próprio diretor quem a convidou, após conhecer seu trabalho na Oficina. Para participar de "Flor do Caribe", Maria passou por um grande desafio fora das gravações. Sua personagem é paulista e ela, por ser de origem carioca, precisou passar por uma série de consultas com fonoaudiólogos para perder o tradicional sotaque do Rio de Janeiro. 
Em 2014, despontou e ficou nacionalmente conhecida, como uma das protagonistas de Malhação na pele da lutadora Nat, onde viveu um triangulo amoroso com Arthur Aguiar e Bruna Hamú. Além disso participou da série do canal Viva "Meu Amigo Encosto" e da série do Netflix "Lilyhammer". Em 2015 integrou o elenco da novela Além do Tempo. No ano seguinte integra o elenco da novela Sol Nascente, na pele da grande vilã Carolina, ao lado de Rafael Cardoso. Em 2017, Maria participou do Dança dos Famosos onde consagrou-se vencedora em final disputada com Lucas Veloso e Nicolas Prattes. Em 2018, Maria participou do Super Chef Celebridades onde consagrou-se vencedora em final disputada com Rafael Zulu e Rainer Cadete.

## Filmografia

### Televisão
| Ano  | Título                  | Personagem                      | Nota                       |
| ---- | ----------------------- | ------------------------------- | -------------------------- |
| 2010 | Araguaia                | Sargento Maria da Glória Mourão |                            |
| 2011 | Fina Estampa            | Gata do Leblon                  | Episódio: "13 de setembro" |
| 2012 | Malhação Conectados     | Luana Prado                     |                            |
| 2012 | Cheias de Charme        | Bebel                           | Episódio: "30 de agosto"   |
| 2012 | Avenida Brasil          | Dona da Boate                   | Episódio: "28 de junho"    |
| 2013 | Flor do Caribe          | Maria Carolina Fonseca (Carol)  |                            |
| 2014 | Meu Amigo Encosto       | Rita                            |                            |
| 2014 | Lilyhammer              | Alex                            |                            |
| 2014 | Malhação Sonhos         | Natalia Barreto (Nat)           |                            |
| 2015 | Além do Tempo           | Michele                         |                            |
| 2016 | Sol Nascente            | Carolina Peixoto (Carol)        |                            |
| 2017 | Dança dos Famosos       | Participante (Vencedora)        | Temporada 14               |
| 2018 | Super Chef Celebridades | Participante                    | Temporada 7                |
| 2021 | Gênesis                 | Enlila, Rainha de Ur            |                            |
| 2021 | Super Dança dos Famosos | Participante                    | Temporada 18               |